# Koroshi no Shirabe: This Is NOT Greatest Hits
Koroshi no Shirabe: This Is NOT Greatest Hits (殺シノ調ベ: This is NOT Greatest Hits) é o primeiro álbum de compilação da banda japonesa de rock Buck-Tick, lançado em 21 de março de 1992 pela gravadora Victor Entertainment. Uma remasterização digital foi lançada em 19 de setembro de 2002. O álbum é uma compilação de regravações de canções da banda, selecionadas pelos próprios membros, produzido com a ideia de ser um álbum inédito.

## Recepção
Ficou em primeiro lugar nas paradas da Oricon Albums Chart e vendeu cerca de 330,000 cópias. Em abril de 1992, foi certificado disco de ouro pela Recording Industry Association of Japan (RIAJ) por vender mais de 400.000 cópias.

## Faixas
| N.º            | Título                | Álbum original | Duração |  |
| 1.             | "Iconoclasm"          | Taboo          | 3:52    |  |
| 2.             | "Aku no Hana"         | Aku no Hana    | 4:34    |  |
| 3.             | "Do the I Love You"   | Sexual XXXXX!  | 4:18    |  |
| 4.             | "Victims of Love"     | Seventh Heaven | 7:19    |  |
| 5.             | "M・A・D"             | Kurutta Taiyou | 4:05    |  |
| 6.             | "Oriental Love Story" | Seventh Heaven | 5:16    |  |
| 7.             | "Speed (スピード)"    | Kurutta Taiyou | 4:54    |  |
| 8.             | "Love Me"             | Aku no Hana    | 5:13    |  |
| 9.             | "Jupiter"             | Kurutta Taiyou | 6:01    |  |
| 10.            | "...In Heaven..."     | Seventh Heaven | 4:12    |  |
| 11.            | "Moonlight"           | Hurry Up Mode  | 4:23    |  |
| 12.            | "Just One More Kiss"  | Taboo          | 4:25    |  |
| 13.            | "Taboo"               | Taboo          | 5:53    |  |
| 14.            | "Hyper Love"          | Sexual XXXXX!  | 5:12    |  |
| Duração total: | Duração total:        | Duração total: | 71:11   |  |

| Faixa bônus da remasterização digital de 2002 |                                                                 |         |  |
| N.º                                           | Título                                                          | Duração |  |
| 1.                                            | "M・A・D" (Ao vivo "Climax Together" em 11 de setembro de 1992) | 4:05    |  |

## Ficha técnica

### Buck-Tick
- Atsushi Sakurai - vocal
- Hisashi Imai - guitarra solo
- Hidehiko "Hide" Hoshino - guitarra rítmica, piano, sintetizador
- Yutaka "U-ta" Higuchi - baixo
- Toll Yagami - bateria
- produzido por Buck-Tick

### Músicos adicionais
- Kazutoshi Yokoyama - teclado
- Tadashi Nanba - refrão, arranjamentos e teclado

### Produção
- Hitoshi Hiruma - gravação e mixação
- Junichi Tanaka - diretor
- Takafumi Muraki; Osamu Takagi - produtores executivos
- Hiroshi Yamane, Shigeo Azami - operadores de som
- Ken Sakaguchi - direção de arte e design
- Yukihiko Sugimoto - afinação de bateria
- Takahiro Uchida, Shigetoshi Naitoh, Yasuaki "V" Shindoh, Takashi Aonuma, Shinichi Ishizuka, Yoko Ohta, Fumio Hasegawa, Hisashi Ikeda - engenharia
- Kenji Nakao - gestão de produção
- Masahiro Tomioka, Tsutomu Kizawa - coordenadores
- Masatoshi Ohoka - promotor
- Kazuhiro Kitaoka - fotógrafo
- Shaking Hands Inc., Yoshihiko Masuoka, Hajime Shimokawa, Hitoshi Ojima - gestão artística
- Tomoharu Yagi - estilista
- Takayuki Tanizaki - cabelo e maquiagem